# Schloss Zell an der Ybbs

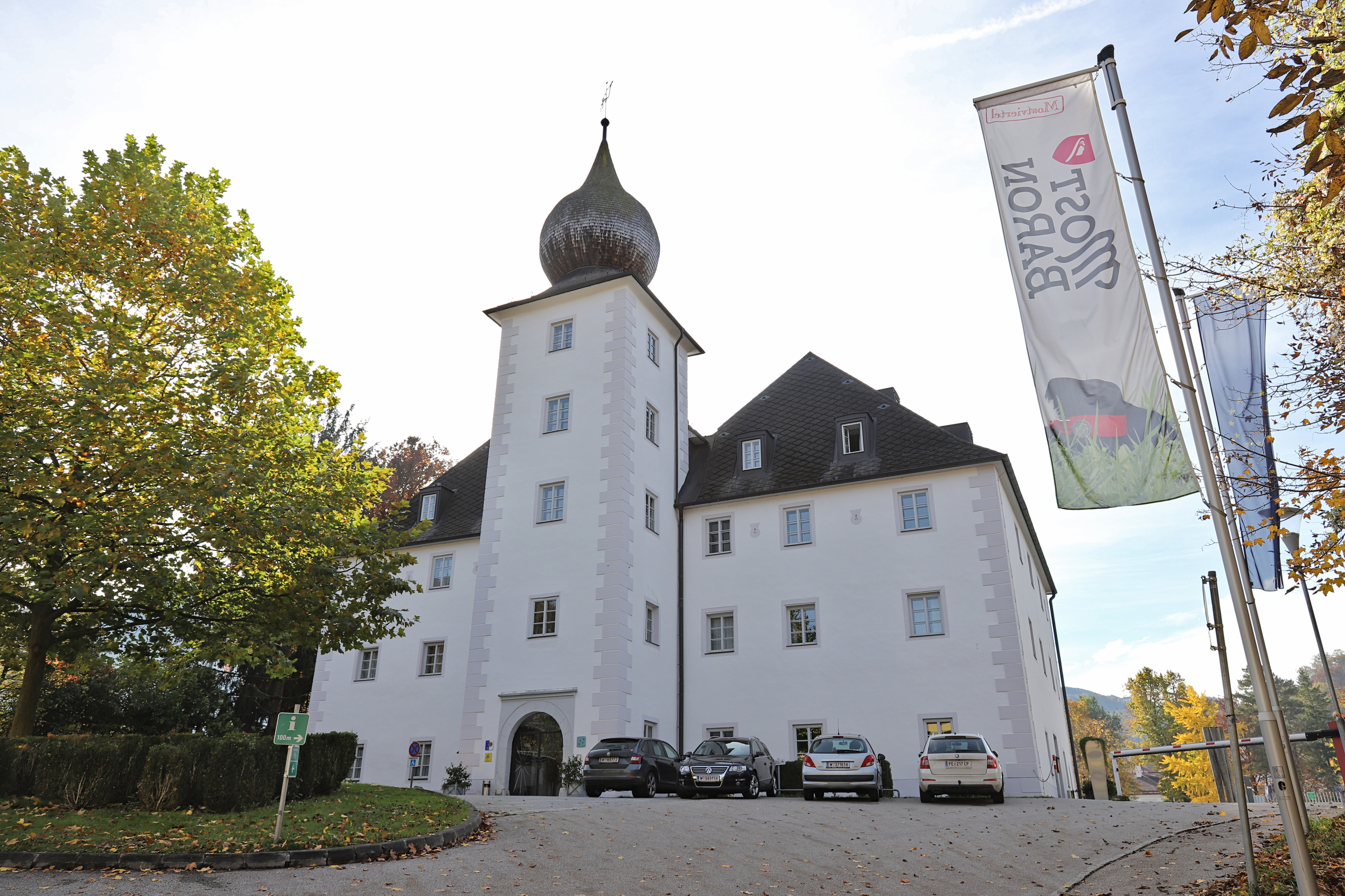
Das Schloss in Zell an der Ybbs, Ansicht von Norden

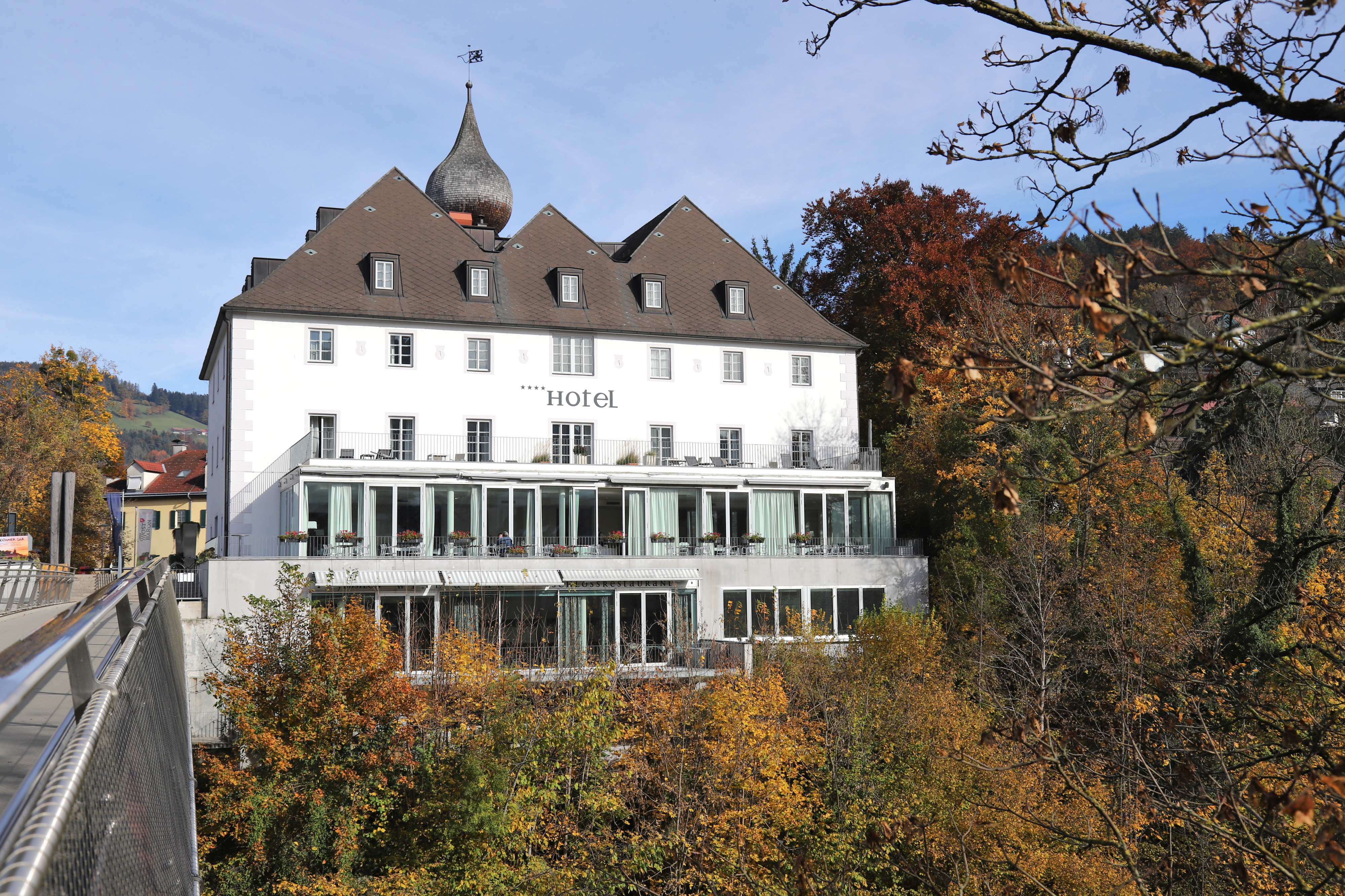
Ansicht von Südwesten mit Verandenvorbau

Das Schloss Zell an der Ybbs steht in der Ortschaft Zell an der Ybbs rechtsuferig knapp über dem Ybbsufer im Gegenüber der Altstadt von  Waidhofen an der Ybbs in Niederösterreich. Das Schloss steht unter Denkmalschutz (Listeneintrag).

## Geschichte
Die stattliche frühbarocke Anlage aus dem Anfang des 17. Jahrhunderts wurde 1908 und 1912 und 2000/2002 adaptiert. Das Amts- und Verwaltungsgebäude der Herrschaft Gleiß wurde 1908 und 1912 nach den Plänen von Miklas von Bukovics und Leopold Spreitzer zu einem Hotel umgebaut. Von 2000 bis 2002 wurde der bestehende Bau adaptiert und daneben mit einem freistehenden Hotelneubau mit einer Multifunktionshalle nach den Plänen des Architekten Ernst Hoffmann ergänzt.

## Architektur
Die Schlossanlage steht in einer großzügigen Grünanlage, diese ist neobarock ummauert und hat ein repräsentativ gestaltetes Portal.
Der dreigeschoßige rechteckige Bau unter einem dreiteiligen Walmdach mit zwei ausgebauten Dachgeschoßen aus dem Anfang des 20. Jahrhunderts hat eine siebenachsige Hauptfront mit einer schlichten barocken Ortsteingliederung. Der vorgestellte frühbarocke Turm hat einen holzgeschindelten Zwiebelhelm. Ybbsseitig steht ein zweigeschoßiger Verandenvorbau mit einem Gastsaal.
Das Schlossinnere zeigt durchgängig kreuzgratgewölbte Flur-, Erd- und Obergeschoßräume sowie kassettierte Stichkappentonnen mit fein gestalteten Putzbandauflagen und Rosetten und Holzbalkendecken.